# Anna Maria Tobler

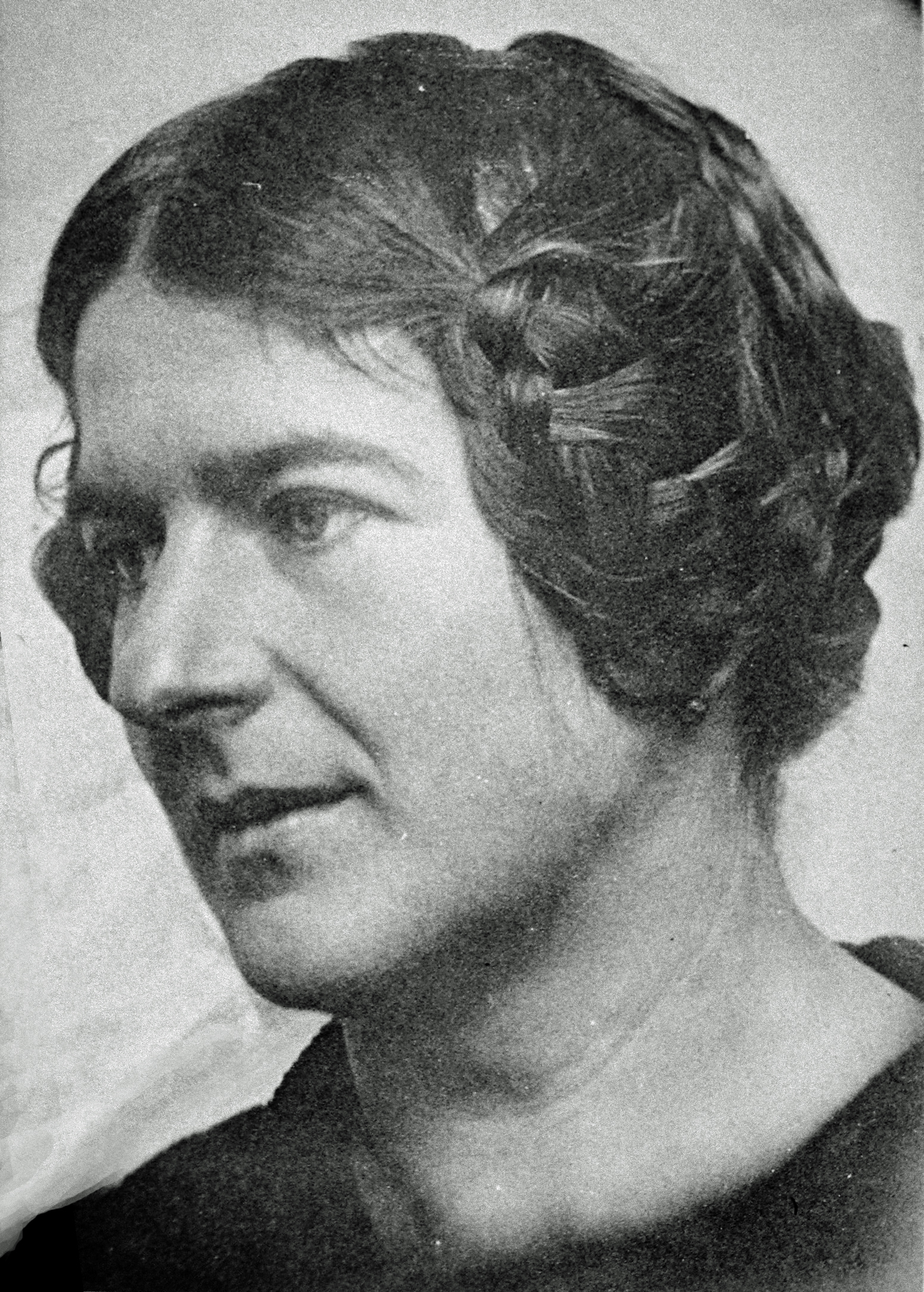
Anna Maria Babberger-Tobler 1882–1935

Anna Maria Tobler (* 26. Februar 1882 in Flüelen im Kanton Uri; † 20. April 1935 in Münsterlingen) war eine Schweizer Künstlerin.

## Leben
Anna Toblers Eltern waren Rudolf Tobler (1852–1931) und Marie Tobler-Jauch (1858–1923). Sie wuchs mit ihrer älteren Schwester Josephine (1879–1959), einer der ersten Ärztinnen in Luzern, und ihren zwei jüngeren Brüdern Rudolf (1884–1943) und Max (1886–) auf. Ein weiterer Bruder, Wilhelm, starb schon im Kindesalter. Annas Toblers Vater war Mitinhaber und Direktor der Bank Sebastian Crivelli & Comp., einem damals bedeutenden Bankhaus mit Hauptsitz in Altdorf und einer Bank in Luzern. Kurz nach der Geburt von Anna Tobler übersiedelte die Familie von Flüelen (Kanton Uri) nach Luzern.
Anna Tobler ging dort auch zur Schule. Mit 16 Jahren kam sie für ein Jahr in ein Kloster in Aigle, um die französische Sprache zu erlernen. Es zeigte sich bei ihr immer mehr Talent und Freude an der Malerei. Mit Mühe gelang es ihr, den Widerstand der Eltern, besonders den der Mutter, zu brechen und die Erlaubnis zur künstlerischen Ausbildung zu erhalten.

### Kunstausbildung
Anna Tobler erhielt ihre erste künstlerische Ausbildung an der Kunstgewerbeschule Luzern. 1902 besuchte sie mehrere Monate die Kunstgewerbeschule Zürich als Schülerin des Malers Hans Bachmann. 1903 bildete sie sich weiter in München. Neben Paris war diese Stadt für die Ausbildung von Schweizer Kunstmalern von entscheidender Bedeutung. 1905/1906 weilte Anna Tobler für ein dreiviertel Jahr in Paris. Einige ihrer Jugendgedichte durfte sie dem Literatur-Nobelpreisträger Carl Spitteler zur Durchsicht vorlegen.
1907 war sie wegen einer schweren Depression gezwungen, sich in der psychiatrischen Anstalt Königsfelden in Behandlung zu begeben. Nach knapp einem Jahr hatte sich ihr Zustand wieder normalisiert und sie konnte nach Hause zurückkehren. Zur weiteren künstlerischen Ausbildung besuchte sie 1910/11 in Florenz die Accademia Internationale di Belle Arti, welche 1907 vom Luzerner Bildhauer Joseph Zbinden und seiner Frau gegründet worden war. Tobler fiel wegen ihrer vielseitigen Begabung auf. In Florenz lernte sie den Maler August Babberger kennen sowie Augusto Giacometti, der dort figürliches Malen unterrichtete. Zwischen August Babberger und Anna Maria Tobler entstand eine Liebesbeziehung. Am 9. September 1912 heirateten die beiden in Stampa, dem Wohnort Augusto Giacomettis, welcher Trauzeuge war.
Wilhelm Schäfer beschrieb Anna Babberger als «ein köstliches Weib und eine Künstlerin von eigenen Gnaden. Sie lege ihre Bilder so unordentlich wie möglich an, um sie langsam in Ordnung zu bringen, sagte ihr Mann. Diese Ordnung war umso staunenswerter als sie sonst durch eine kaum begreifliche Unordnung verblüffte.» Nach einem kurzen Aufenthalt bei Verwandten in Zürich zog das Künstlerpaar Ende 1912 nach Frankfurt in den Kettenhofweg 44.

### 1914–1935

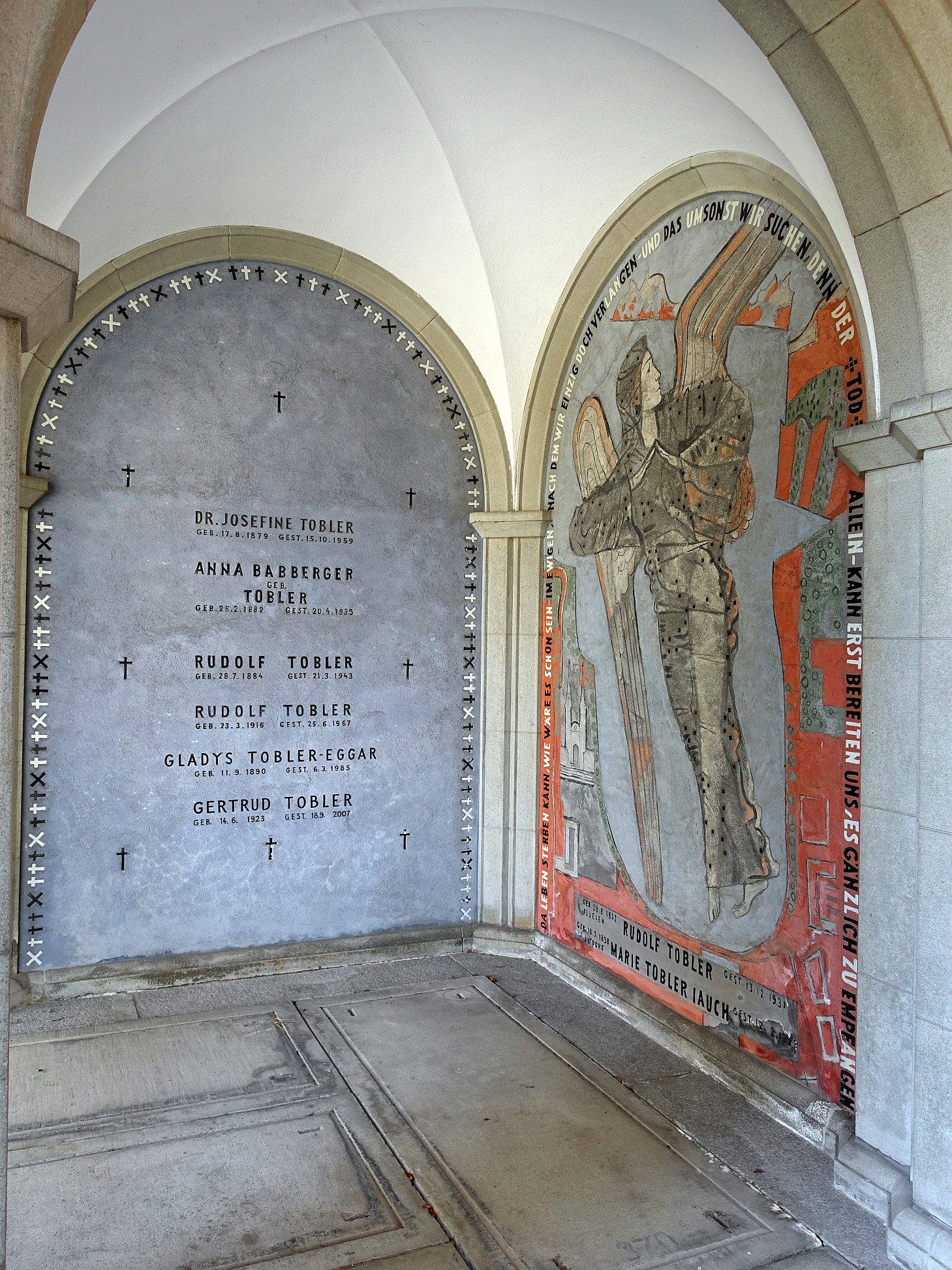
Toblers Familiengrab auf dem Friedhof Friedental

Als 1914 der Erste Weltkrieg ausbrach, hielten sich Anna und August Babberger in Stampa bei Augusto Giacometti auf. Sie reisten über Luzern nach Deutschland, wo sich Babberger zum Militärdienst meldete, aber wegen seines Kropfleidens freigestellt wurde. So lebte das Künstlerpaar während der Kriegsjahre in Frankfurt und zum Teil auch in der Zentralschweiz bei Annas Schwester, der Ärztin Josephine Tobler, in der Hirschmattstrasse 11 in Luzern in einer Mansarde unter dem Dach. Anna Babberger brachte ihrem Mann die Region des Vierwaldstättersees näher und legte dadurch die Grundlage des Urner Kreises, eine Künstlergruppe, welche später um August Babberger entstand.
Ab 1916/1918 verbrachte das Ehepaar Babberger-Tobler die Sommermonate regelmässig auf der Balmalp im Gebiet des Klausenpasses in einer abgeschiedenen Hütte, die zum Hotel am Klausenpass gehörte. Anfang 1924 zeigte Anna Babberger im Kunsthaus Zürich an einer Gruppenausstellung fünf Blumenbilder. Sie malte, war schriftstellerisch tätig und unterstützte ihren Mann in dessen künstlerischem Schaffen. So übernahm sie jeweils die Ausführung seiner Wandteppichentwürfe. August Babberger seinerseits unterstützte seine Frau bei der Realisierung ihrer Projekte. So inszenierte er im Mai 1926 mit den Meisterschülern der Kunstakademie die Uraufführung ihres Bühnenstücks Ein Frühlingsspiel. 1929 nahm Anna Babberger an der Ausstellung «Badisches Kunstschaffen der Gegenwart» in der Städtischen Kunsthalle Mannheim teil. 1931 stellt sie im Rahmen des Badischen Kunstvereins aus.
Nach Heinrich Danioth besuchte ab 1927 auch die Urnerin Erna Schillig August Babbergers Fachklasse für dekorative Malerei und Wandmalerei in Karlsruhe und wurde später seine Meister- und Privatschülerin.  Um ca. 1930 entstand zwischen Erna Schillig und August Babberger eine Liebesbeziehung. 1932 führte Babberger zwei wichtige Projekte mit Schillig durch: die Ausmalung der Höflikapelle und die Reiseschilderung Vom Urnersee über den Klausenpass mit Texten von Babberger und Illustrationen von Schillig. Für Anna Babberger war dadurch nicht nur die Liebesbeziehung zu ihrem Mann, sondern auch die künstlerische Zusammenarbeit mit ihm in Frage gestellt.
Belastend war auch der Niedergang der Bank Crivelli, der wirtschaftlichen Grundlage ihrer Herkunftsfamilie. Eine weitere Belastung waren die künstlerischen Anfeindungen des aufkommenden Nationalsozialismus. In der Folge löste sich der künstlerische Freundeskreis in Deutschland auf. Dies alles löst bei Anna Babberger fundamentale Existenzängste aus und stürzt sie zum zweiten Mal in ihrem Leben in eine schwere Depression, von der sie sich nicht mehr erholte.
Anna Babberger starb am 20. April 1935 in der Psychiatrischen Klinik Münsterlingen. Sie wurde im Familiengrab im Friedhof Friedental beigesetzt. Noch im Todesjahr würdigte das Kunstmuseum Luzern Anna Babberger mit einer Gedächtnisausstellung und zeigte 29 Bilder von ihr, sowie ein Portrait, welches August Babberger von ihr gemalt hatte.

## Werk
Anna Babberger war sehr vielseitig und verwendete verschiedene Ausdrucksmöglichkeiten und künstlerische Techniken. Sie war Dichterin, Malerin und Textilgestalterin. Als roter Faden durch das ganze Werk zieht sich das Motiv der Jahreszeiten.

### Dichtung
Mit Sicherheit können lediglich drei dichterische Arbeiten nachgewiesen werden. Zudem finden sich Hinweise auf drei weitere Arbeiten, welche jedoch verschollen sind:
- das Lyrikbändchen «Ein Frühlingsspiel»
- «Die Jahreszeiten Bilderbücher»
- vier in einem Sammelband veröffentlichte Gedichte[1]
- ein kleines Bändchen Lyrik  (verschollen)
- eine Sammlung von Jugendgedichten (verschollen)
- eine Sammlung von satirischen Gedichten (verschollen).

### Textilarbeiten
Anna Babberger trat als Textilkünstlerin vor allem in Zusammenarbeit mit ihrem Mann August Babberger in Erscheinung. Sie übernahm die Ausführung der von ihm entworfenen Wandbehänge.

### Malerei

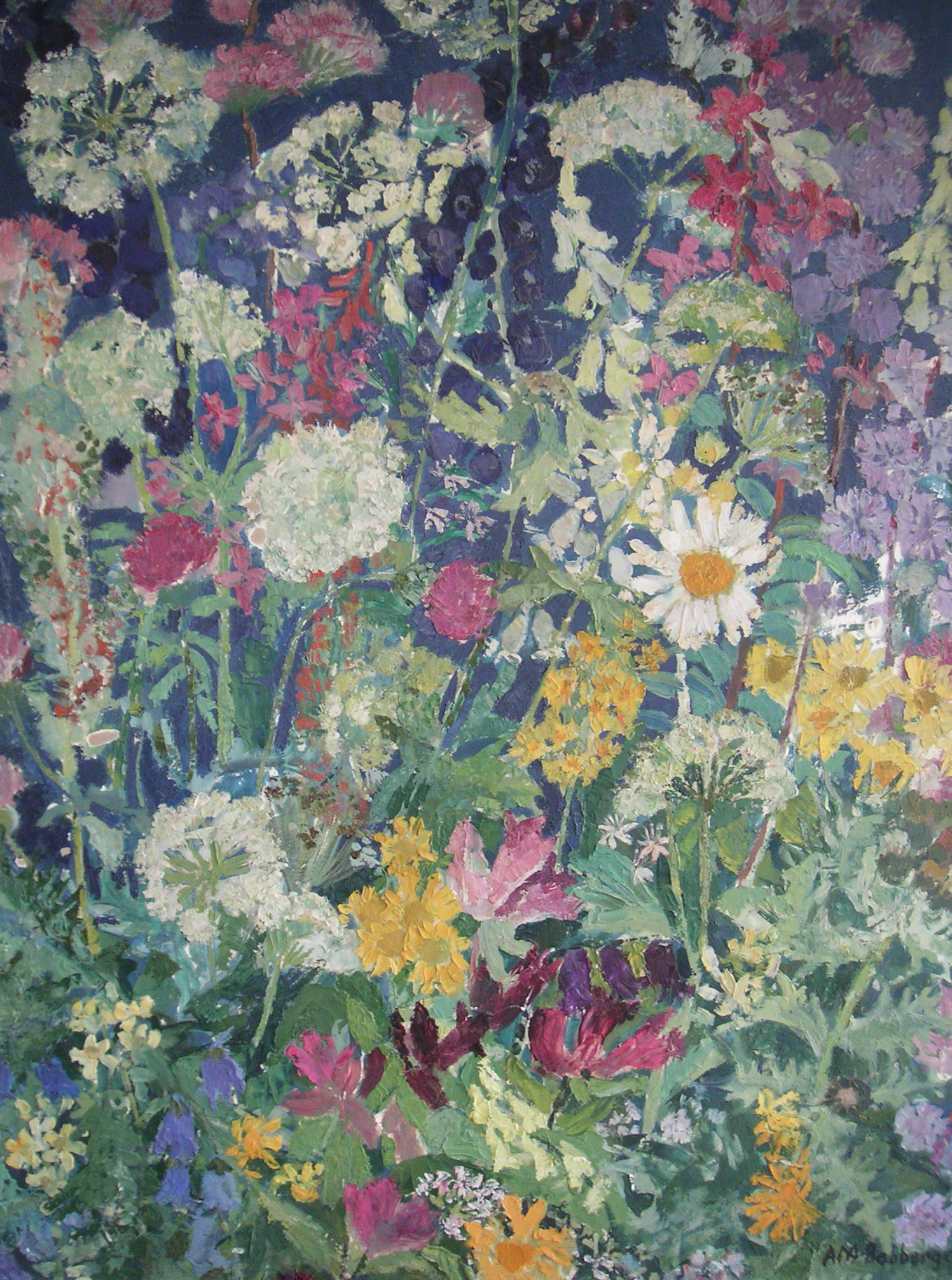
Blumenwiese, Oel auf Karton, 79x56 sig. AM Babberger, Privatbesitz

Trotz Anna Babbergers Vielseitigkeit liegt der Schwerpunkt ihrer künstlerischen Arbeit auf der Malerei. Ihr Malstil ist geprägt von Impressionismus, Jugendstil und Expressionismus. Schwerpunkte ihrer Arbeit bilden die Blumenbilder in Öl und die Hinterglasmalerei.
Die Hinterglasmalerei nimmt im Werk von Anna Babberger eine besondere Stellung ein. Sie entwickelte einen eigenen Stil und erlangte damit eine gewisse Bedeutung: Im Allgemeinen Lexikon der bildenden Künstler wird Anna Babberger als Ehefrau von August Babberger ausschliesslich als «Hinterglasmalerin» erwähnt. Auch im Künstlerlexikon der Schweiz wird diese Technik explizit erwähnt: «Hinterglasmalerei: Allegorien, Blumen, Stillleben.» Zudem beurteilt Georg Staffelbach in seiner Geschichte zur Luzerner Hinterglasmalerei ihre Hinterglasgemälde als «auffallend und charakteristisch für ihr Schaffen.» Er bezeichnet Anna Babberger als wegweisend für die Hinterglasmalerei in der Innerschweiz.